# کنراد بالاتونی
کنراد بالاتونی (انگلیسی: Conrad Balatoni؛ زادهٔ ۲۷ ژانویهٔ ۱۹۹۱) بازیکن فوتبال اهل بریتانیا است.
از باشگاه‌هایی که در آن بازی کرده‌است می‌توان به باشگاه فوتبال ایر یونایتد، باشگاه فوتبال تورکی یونایتد، باشگاه فوتبال هارت آف میدلوتیان، باشگاه فوتبال کیلمارنوک، باشگاه فوتبال فالکیرک، و باشگاه فوتبال پاتریک تیسل اشاره کرد.